# Nana Dokua
Nana Dokua era a rainha-mãe de Akyem Abuakwa. Foi ela quem deu as boas-vindas ao Rei dos Dwabens chamado Nana Kwaku Boateng e ao seu exército. Uma guerra civil eclodiu entre os Ashantis e os Dwabens em 1832, seis anos após a batalha de Akatamansu. Em 1824, durante o seu regime, ela também forneceu refúgio para os Kotokus que também ajudaram Abuakwa em algumas guerras contra os Ashantis. Durante o seu reinado, parte dos Juabens revoltou-se contra os Ashantis. Nana Kwaku Boateng era o líder dos rebeldes; eles foram forçados a deixar Juaben em Ashanti para o sul.

## História de Akyem Abuakwa
O primeiro rei e fundador de Akyem Abuakwa foi Nana Kunutunkununku I após o colapso do Reino de Adansi e eles separaram-se do Reino. Vários reis subiram ao trono.

## Legados
Foi alegado que ela era uma mulher que ocupava o posto máximo de 24º Okyenhene. Ela foi comparada a Nana Yaa Asantewaa. Nana Dokua era uma heroína e uma guerreira, tendo lutado 99 vezes contra os Ashantis, protegendo os Akyems dos ataques dos Ashantis.
Também é alegado que ela era uma administradora depois de dividir aldeias e cidades em Akyem Abuakwa para fins de guerra e administração, também evitando separações e revoltas no reino.